# Pedostibes
Pedostibes é um gênero de sapos da família Bufonidae. Ele é endêmico no sul da Índia, Península da Malásia, Sumatra e Bornéu. Essa espécie é caracterizada pela pupilas horizontais, língua elíptica, dedos das mãos e dos pés palmados e metatarsos unidos externamente. 

## Espécies
| Nome Binomial e Autor                 | Nome Comum |
| ------------------------------------- | ---------- |
| Pedostibes everetti (Boulenger, 1896) |            |
| Pedostibes hosii (Boulenger, 1892)    |            |
| Pedostibes kempi (Boulenger, 1919)    |            |
| Pedostibes maculatus (Mocquard, 1890) |            |
| Pedostibes rugosus Inger, 1958        |            |
| Pedostibes tuberculosus Günther, 1876 |            |